# Комаров Олексій Миколайович
Олексі́й Микола́йович Комаро́в — капітан Збройних сил України, учасник російсько-української війни.

## Життєпис
В армії з початку 1990-х. У зоні ведення бойових дій з травня 2014-го. Заступник командира батареї з озброєння, 30-та окрема механізована бригада.
12 лютого 2015-го загинув під час бою за Дебальцеве внаслідок масованого обстрілу позицій, який вчинили російські бойовики. Підрозділи ЗСУ займають штурмом частину Логвинового та розблоковують трасу Бахмут — Дебальцеве, в селі залишилися осередки опору, які придушуються; частини батальйону «Донбас» проводять зачистку селища і прилеглої ділянки траси. Танкісти у 20-хвилинному бою під Логвиновим ліквідували щонайменше 8 російських Т-72 5-ї танкової бригади, з українського боку втрати в техніці становили 2 танки батальйону «Донбас», у 30-ї бригади — 2 танки та БМП. У бою, коли зачищали Логвинове, вояки «Донбасу» спільно із ЗСУ ліквідували до 50 одиниць живої сили терористів, полонили 12, знищено ворожий танк, підбито БТР. По мірі просування вглиб населеного пункту «Донбас» потрапив у засідку та, розділившись на дві групи, почав відхід — перша група відходила з полоненими, друга — прикривала. Тоді ж полягли вояки батальйону «Донбас» Андрій Камінський, Роман Мельничук, Володимир Самойленко, Володимир Панчук, Анатолій Поліщук, 30-ї ОАМБр Андрій Браух, Микола Сущук, Володимир Шульга, 79-ї бригади — Ігор Марквас та Володимир Суслик.
Вдома залишилися дружина, також військовик, та 16-річний син. Похований у Глухові 15 лютого 2015-го.

## Нагороди
За особисту мужність і героїзм, виявлені у захисті державного суверенітету та територіальної цілісності України, вірність військовій присязі під час російсько-української війни
- нагороджений орденом Богдана Хмельницького III ступеня (26.2.2015, посмертно).